# Angel Vergara
Angel Vergara (Mieres, 1958) is een Spaans filmregisseur en kunstenaar. Hij woont sinds de jaren 1990 in Brussel.

## Werk
Vergara verdiept zich in de Belgische surrealistische traditie. Hij zet de kunstwereld centraal en bekritiseert haar economische aspecten. Door zijn werken creëert hij een nieuwe, zwevende werkelijkheid. Deze komt voort uit de persoonlijk dialoog tussen de kunstenaar en de werkelijkheid, die door zijn beelden worden veranderd.
Hij heeft werken in de collecties van het Stedelijk Museum voor Actuele Kunst en MAC's.

## Methodes
Vergara houdt zich voornamelijk bezig met performances, installaties, schetsen en video's. Elk van zijn werken vormen een nieuwe poging om het beeld te doorbreken en hun impact op esthetiek, sociale cultuur en politiek te bevestigen.
Het werk van Vergara bestaat uit voortdurend onderzoek naar de krachten van het beeld. Hij wil de grenzen van de kunst en de realiteit aftasten via installaties, tekeningen, schilderijen en video’s.

## Tentoonstellingen
Een van de meest bekende werken van Vergara is het cultureel centrum De Pianofabriek, gevestigd in Sint-Gillis (Brussel). Verder heeft hij nog veel solotentoonstellingen in België gegeven zoals bijvoorbeeld:
Antwerpen
- ‘Public art’, Stella Lohaus Gallery
- ‘Straatman Cometh’, Museum van Hedensdaagse Kunsten[2]
- ‘Our life is our territory’, Stella Lohaus Gallery

Brussel
- Performance -Nous, les oeuvres d’art…, we the art works…, Les Halles
- Performance – The Straatman’s Contract, B.L.A.C.
- From Scene to Scene, 11 oktober 2019-19 februari 2020, Koninklijke Musea voor Schone Kunsten[3]

Zijn meest recente tentoonstelling in 2020 vond plaats in Wijnegem in de Axel Vervoordt Gallery.
Vergara heeft ook buiten België tentoonstellingen gedaan; in Hong Kong, Spanje, Italië en Zwitserland.

## #Playathome
Angel Vergara’s eerste groepstentoonstellingen waren in 2000, die ook te zien waren in België en Amerika. Zijn (anno 2021) laatste groepstentoonstelling was te zien in Istanbul, Turkije tussen 21 mei en 21 juni 2020. De tentoonstelling bestond uit een collectie van video's van verscheidene artiesten en heette #PLAYATHOME. De video die Vergara maakte heette Justice of The Landscape. Deze video is maar een deel van Vergara's reeks: geschilderde video's. 

## Film
Vergara heeft in 2012 een kortfilm uitgebracht genaamd: "And yes I said yes, I will Yes", waarvoor hij directeur en regisseur was. Het is geen klassieke film, het is een montage van bewegende beelden die de zeven hoofdzonden moeten voorstellen. De beelden naast elkaar kan men zien als een kortfilm. 
Door zijn merkwaardige opstelling wil de schilder kijkers uitnodigen om te reizen door zijn schilderwerken, en tot een esthetische visie te komen. Door deze visie zou het oneindige plots niet meer zo oneindig lijken.